# Bundesstrasse 229
Bundesstrasse 229 är en förbundsväg i Nordrhein-Westfalen, Tyskland. Vägen går ifrån Langenfeld (Rheinland) till Soest via Solingen, Remscheid och Arnsberg. Vägen är 137 kilometer lång.